# Psilopholis gigantea
Psilopholis gigantea är en skalbaggsart som beskrevs av Matsumoto 2010. Psilopholis gigantea ingår i släktet Psilopholis och familjen Melolonthidae. Inga underarter finns listade i Catalogue of Life.